# Jumpei Takaki
Pour les articles homonymes, voir Takaki.
Jumpei Takaki (高木 純平, Takaki Jumpei) est un footballeur japonais né le 1er septembre 1982. Il évolue au poste de milieu de terrain.

## Biographie
Jumpei Takaki joue principalement en faveur du Shimizu S-Pulse.
Avec ce club, il est finaliste de la Coupe du Japon en 2005 puis finaliste de la Coupe de la Ligue japonaise en 2008.

## Palmarès
- Finaliste de la Coupe du Japon en 2005 avec le Shimizu S-Pulse
- Finaliste de la Coupe de la Ligue japonaise en 2008 avec le Shimizu S-Pulse